# Quadro logico
Il quadro logico (in inglese logical framework o logframe) è uno strumento fondamentale del project management.
Si utilizza generalmente all'inizio del project cycle management, in particolare nella fase di identificazione (ma può essere utilizzata in tutte le fasi del ciclo di vita del progetto) e sintetizza in modo razionale e sistematico tutta la struttura dell'iniziativa che si vuole realizzare.
Il primo autore a proporre l'utilizzo di tale matrice fu Leon Rosenberg nel 1969: in pratica voleva trovare un modo semplice ed intuitivo per far comprendere al governo statunitense quali fossero le intenzioni dell'agenzia USAID rispetto ai progetti di sviluppo nei paesi africani.
L'obiettivo era risolvere le principali debolezze della progettazione dell'epoca vale a dire: la vaghezza delle proposizioni, la mancanza di obiettivi definiti, l'imprecisa definizione delle diverse responsabilità e ruoli nella gestione del progetto, nonché la mancanza di una chiara condivisione su cosa il progetto si proponeva di raggiungere.
Da lì e in breve tempo la matrice venne utilizzata dai ministeri americani, da agenzie delle Nazioni Unite, da ONG e dall'Unione europea. Fu poi l'Unione europea stessa che già dal 1993  lo sviluppò ulteriormente utilizzandolo non solo nell'ambito della cooperazione internazionale e dei progetti di sviluppo, ma a tutte le sfere della progettazione. Il quadro logico infatti è divenuto lo strumento centrale del project cycle management e della progettazione partecipata più in generale.
Il quadro logico si può adattare alle diverse esigenze di progettazione, ma la matrice base prevede una tabella con quattro colonne e quattro righe che sintetizza gli elementi chiave del progetto e precisamente:
- la gerarchia degli obiettivi di progetto (descrizione del progetto o logica dell'intervento);
- i fattori esterni ovvero tutte quelle condizioni che possono influenzare la realizzazione o il successo del progetto, su cui la struttura non detiene un controllo diretto (ipotesi assumption);
- gli indicatori o le fonti di verifica per il monitoraggio e la valutazione del progetto, ovvero:

|                     | descrizione | Indicatori | Fonti di verifica | Ipotesi |
| ------------------- | ----------- | ---------- | ----------------- | ------- |
|                     |             |            |                   |         |
| Obiettivo generale  |             |            |                   |         |
| Obiettivo Specifico |             |            |                   |         |
| Risultati           |             |            |                   |         |
| Attività            |             |            |                   |         |

Per quanto riguarda tali indicatori:
- l'obiettivo generale descrive il contributo del progetto rispetto agli obiettivi della politica o del programma;
- l'obiettivo specifico i benefici direttamente goduti dal target group;
- i risultati i prodotti tangibili o servizi erogati dal progetto;
- le attività costituiscono le azioni da intraprendere per ottenere i risultati attesi.